# 부여전자고등학교
부여전자고등학교(扶餘電子高等學校)는 대한민국 충청남도 부여군 임천면 만사리에 있는 공립 고등학교이다.

## 학교 연혁
- 1974년 3월 20일 : 임천고등학교 개교(보통과 2학급)
- 1992년 8월 5일 : 학칙 변경인가(전자과 3학급)
- 1994년 8월 29일 : 학칙 변경(학교명 임천공업고등학교)
- 1999년 9월 3일 : 학칙 변경(학교명 부여전자고등학교)
- 2001년 2월 26일 : 학칙 변경(특성화고지정 영상전자과 2학급, 컴퓨터응용과 1학급)
- 2011년 7월 8일 : 학과 개편(에너지전자과 2학급, 로봇제어과 1학급)
- 2017년 7월 4일 : 학과 개편(전자과 2학급, 전기과 1학급)
- 2024년 1월 11일 : 제48회 졸업식(16명 졸업, 총 졸업인원 4,790명)
- 2024년 3월 4일 : 제51회 입학식(전자과 9명, 전기과 9명)
- 2024년 9월 1일 : 제27대 신홍철 교장 부임

## 설치 학과
- 전기과
- 전자과

## 참고 자료
- 부여전자고등학교 - 한국교육학술정보원 학교알리미